# Piribeg
Piribeg är en ås i Kosovo, på gränsen till Nordmakedonien. Den ligger i den södra delen av landet, 60 km söder om huvudstaden Priština.